# Chiesa di San Maurizio (Sankt Moritz)
La chiesa di San Maurizio è la chiesa parrocchiale cattolica di Sankt Moritz nel Cantone dei Grigioni in Svizzera.

## Storia
La chiesa venne eretta nel 1867 in stile neoromanico secondo il progetto dell'architetto Ferdinand Nascher venendo consacrata il 29 luglio 1867 dal cancelliere vescovile Appert. Venne rimaneggiata tra il 1972 e il 1973 con l'aggiunta della casa parrocchiale e della moderna torre con la croce, la risistemazione della facciata e della salita verso la chiesa e nonché l'ammodernamento degli interni.

## Descrizione

### Interni
La chiesa presenta internamente una struttura a navata unica.
Gli interni odierni, risultato dell'ammodernamento del 1972-1973, sono sobri e a tratti minimalisti. Le vetrate realizzate dall’artista zurighese Enrico Leone Donati.

### Esterni
La chiesa, di stile neoromanico, presenta facciate in pietra.

## Galleria d'immagini

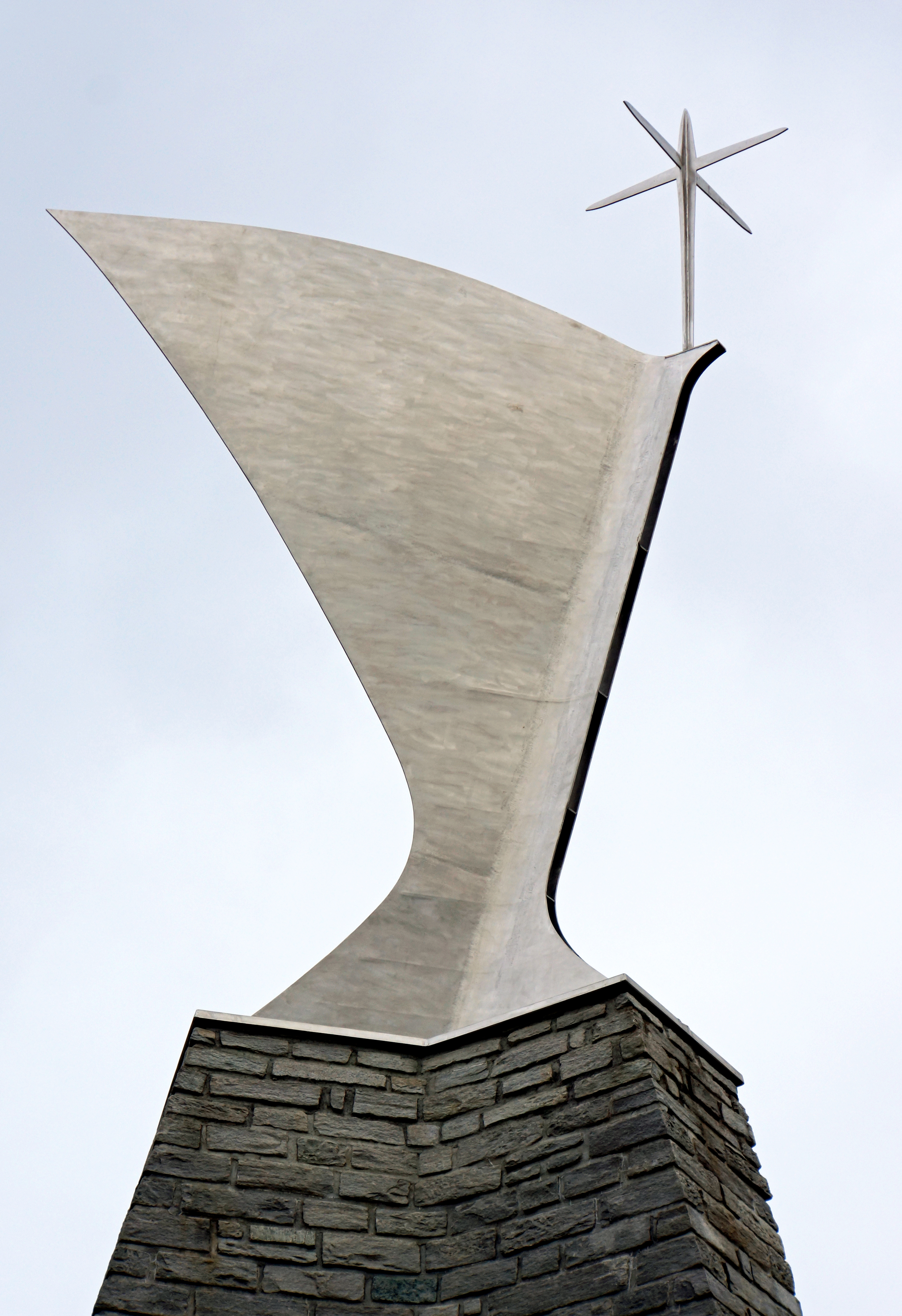
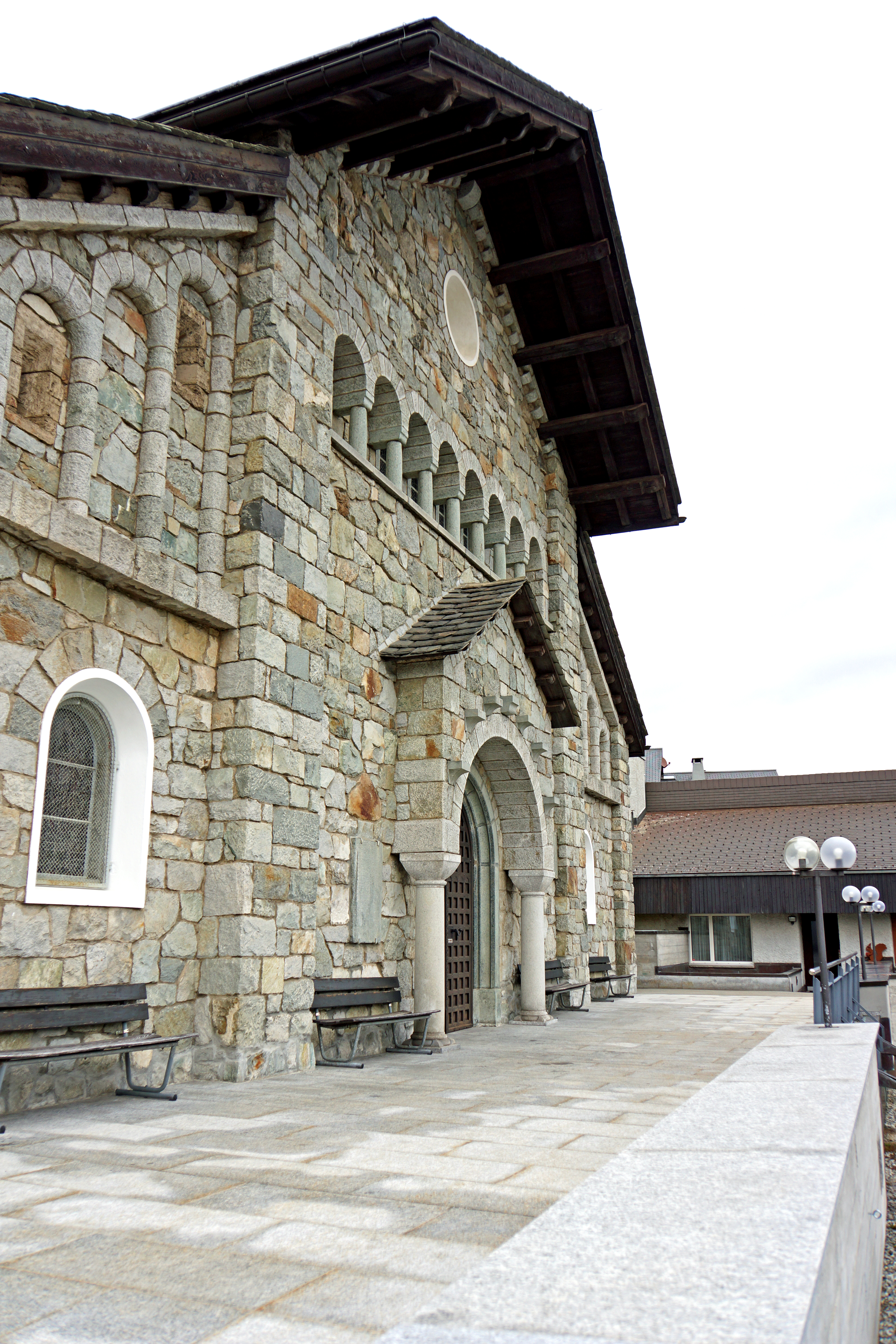
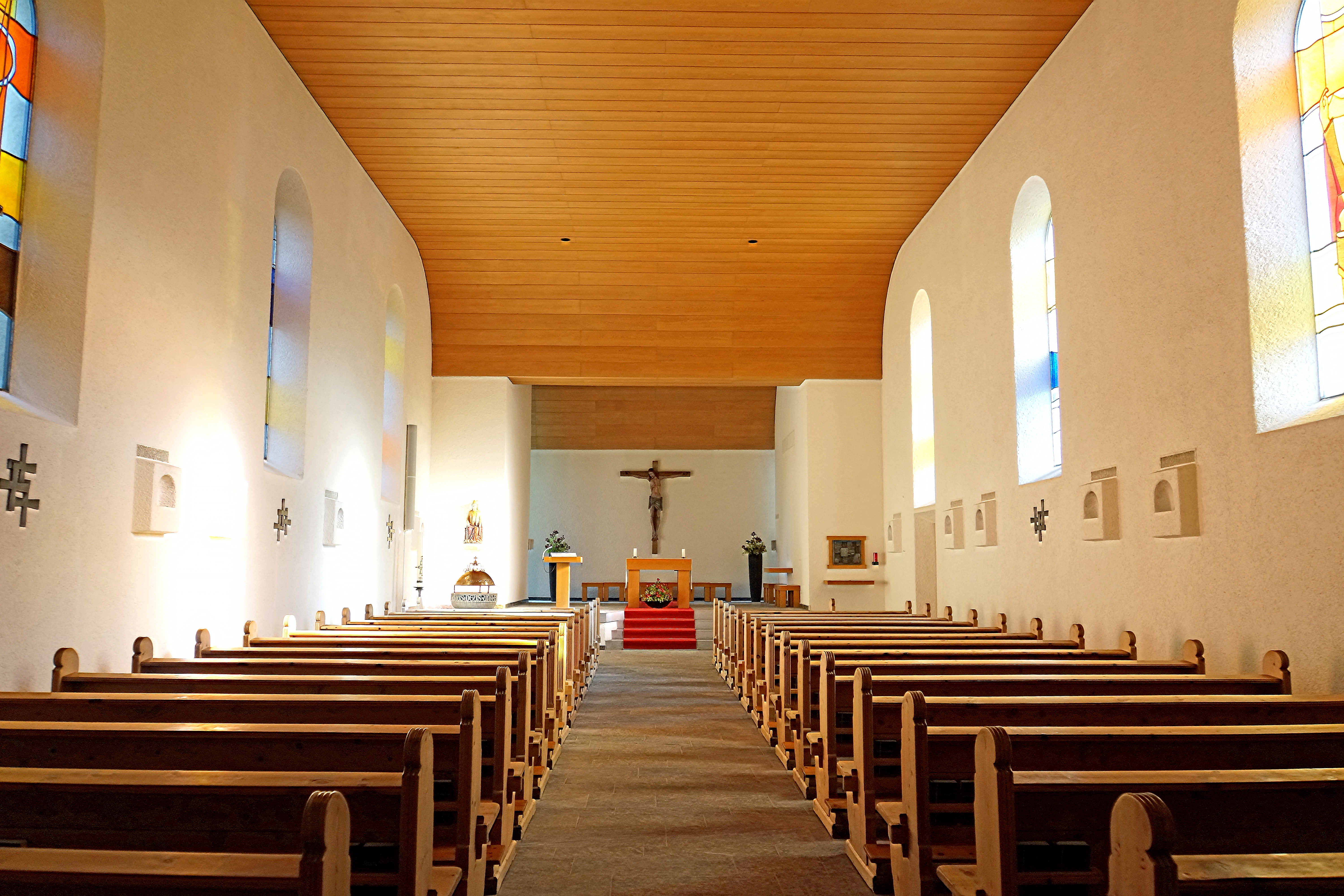